# Elwood (Nebraska)
Elwood es una villa ubicada en el condado de Gosper en el estado estadounidense de Nebraska. En el Censo de 2010 tenía una población de 707 habitantes y una densidad poblacional de 526,98 personas por km².

## Geografía
Elwood se encuentra ubicada en las coordenadas 40°35′23″N 99°51′42″O / 40.58972, -99.86167. Según la Oficina del Censo de los Estados Unidos, Elwood tiene una superficie total de 1.34 km², de la cual 1.34 km² corresponden a tierra firme y (0%) 0 km² es agua.

## Demografía
Según el censo de 2010, había 707 personas residiendo en Elwood. La densidad de población era de 526,98 hab./km². De los 707 habitantes, Elwood estaba compuesto por el 95.05% blancos, el 0.71% eran afroamericanos, el 0.14% eran amerindios, el 0% eran asiáticos, el 0% eran isleños del Pacífico, el 2.26% eran de otras razas y el 1.84% pertenecían a dos o más razas. Del total de la población el 3.68% eran hispanos o latinos de cualquier raza.